# 南华西街道
南华西街道，是中华人民共和国广东省广州市海珠区下辖的一个乡镇级行政单位。

## 行政区划
南华西街道下辖以下地区：
鳌洲社区、福安社区、敬和里社区、龙武里社区、兆龙里社区、海天社区、洲头咀社区、德和新社区、后乐园社区、厚德社区、永兴社区和聚龙社区。

## 交通

### 地铁
█8号线：同福西站